# Tábori László (atléta)
Tábori László, Talabircsuk (Kassa, 1931. július 6. – Los Angeles, 2018. május 23.) világcsúcstartó közép- és hosszútávfutó atléta, olimpiai 4. helyezett.
Karrierje során 3 világcsúcsot állított fel és az 1956. évi nyári olimpiai játékokon negyedik helyen végzett 1500 méteren. Az olimpiáról nem tért haza, hanem Kaliforniába költözött, ahol folytatta atléta pályafutását, majd edzői pályára lépett.

## Élete
Édesapja vasutasként dolgozott és szolgálati áthelyezések révén került a család előbb Martfűre, majd Abaújszántóra. Tábori futó pályafutása már ekkor elkezdődött, hisz szerény zsebpénzért cserébe vállalta, hogy 5-10 kilométerre fekvő bakterházakhoz vagy állomásépületekhez fut apja üzeneteivel.
Komoly karrierje ugyanakkor csak az ötvenes években kezdődött, miután Budapestre került. Iharos Sándor és Rózsavölgyi István mellett a legendás atlétaedző, Iglói Mihály, ismertebb nevén „Náczi bácsi” egyik legkiválóbb tanítványa volt.
Míg társai 1954 és 1956 között sorra döntötték a világcsúcsokat, Tábori egyetlen egyéni világcsúcsát 1955. szeptember 6-án, Oslóban futotta, amikor beállította Iharos öthetes 3:40,8-as 1500 méteres eredményét. Ugyanakkor Iglói kérésére többször vezetett fel csapattársai számára világcsúcsot. A 4×1500 méteres váltó tagjaként még két világcsúcsot futott, mindkét alkalommal Iharos, Rózsavölgyi és Mikes Ferenc társaságában.
Az 1956-os olimpia előtti magyarországi forradalom a középtávfutó trióból Táborit befolyásolta a legkevésbé és az 1500 méteres negyedik helye, valamint az 5000 méteres hatodik helye csupán enyhén maradt el a várakozásoktól. Az olimpiát követően Iglóival együtt az Egyesült Államokba költözött, ahol 1962-ig versenyzett, igaz szerényebb sikerekkel. Az 1960. évi nyári olimpiai játékokon, bár saját elbeszélése szerint jobb állapotban volt, mint négy évvel korábban, nem indulhatott, mert nem rendelkezett állampolgársággal. 1962-ben elhagyta az atlétikát és mérnöki pályára lépett, de 1967-ben edzőként visszatért és a Los Angeles Track Club munkáját segítette.
1968 és 1974 között a Los Angeles Valley Junior College edzője volt és 1973-ban megalapította a San Fernando Valley Track Club-ot, ahol ma is edző.
Ismertebb tanítványai közé tartozik a kétszeres maratoni világcsúcstartó Jacqueline Hansen, aki 1970 és 1980 között, majd késői karrierje során is Táborival készült, valamint a New York Marathon és a Boston Marathon győztes Miki Gorman. A Hansennel folytatott munka miatt is az amerikai futó szaklap, a Runner’s World, 1979-ben az év edzőjének választotta.
Bár a Tábori-tanítványok komoly sikereket értek el, Tábori elsősorban „átlag” futókat edzett és nem törekedett arra, hogy sztárokat neveljen. Filozófiája szerint minden futónak egyéni edzéstervre van szüksége és munkája során megpróbálta az edzéseket a lehető leginkább testre szabni. Törekedett arra, hogy minden korosztály számára futólehetőséget biztosítson, teljesítménytől és adottságtól függetlenül.

## Egyéni csúcsai
| Táv        | Idő     | Dátum               | Hely      | Forrás |
| 1500 méter | 3:40,8  | 1955. szeptember 6. | Oslo      | [ 8 ]  |
| 1 mérföld  | 3:59,0  | 1955. május 28.     | London    | [ 8 ]  |
| 2000 méter | 5:03,0  | 1955. október 2.    | Budapest  | [ 8 ]  |
| 3000 méter | 8:00,8  | 1956. június 10.    | Varsó     | [ 9 ]  |
| 2 mérföld  | 8:45,6  | 1960. augusztus 20. | Edinburgh | [ 9 ]  |
| 5000 méter | 13:52,6 | 1960. július 30.    | London    | [ 9 ]  |